# 朗根亚尔肖
朗根亚尔肖是德国梅克伦堡-前波莫瑞州的一个市镇。总面积10.80平方公里，总人口260人，其中男性138人，女性122人（2011年12月31日），人口密度24人/平方公里。